# 妙秀寺

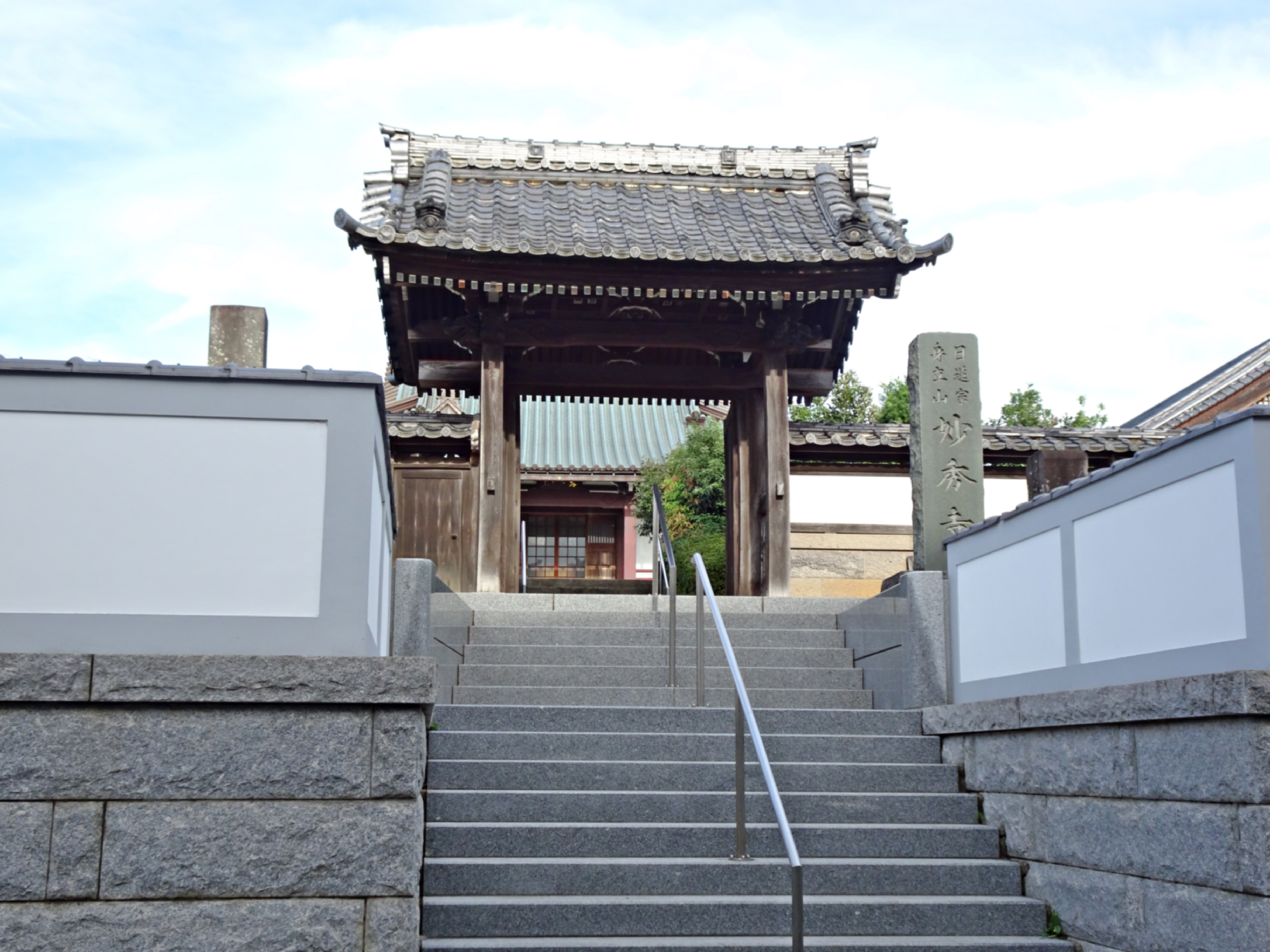
妙秀寺山門

妙秀寺（みょうしゅうじ）は、神奈川県横浜市戸塚区吉田町にある日蓮宗の寺院。山号は身立山。旧本山は鎌倉市小町の本覚寺、潮師法縁。

## 歴史
- 延文元年（1356年）豊島修理大夫某の母を開基、身立院日修（永和3年（1377年）没）を開山に創建した。

## 境内
- 本堂
- 山門

## その他
- 戸塚宿七福神巡り（戸塚宿七福神八ケ寺）の一つで、伝伝教大師最澄作の弁財天を祀る。この弁才天は受験合格のご利益があるという。
- 柏尾川に架かる吉田橋の道しるべ（江戸時代）が移設保管されている。

## 参考資料
- 日蓮宗寺院大鑑編集委員会『宗祖第七百遠忌記念出版 日蓮宗寺院大鑑』大本山池上本門寺 (1981年)
- 新編相模国風土記稿
- 『世界名画全集 別巻 広重東海道五十三次』平凡社（1960年）
- 徳力富吉郎『東海道』保育社（1962年）

座標: 北緯35度24分21.5秒 東経139度32分22.8秒 / 北緯35.405972度 東経139.539667度